# Patrick Bergin
Patrick Connolly Bergin (Dublín, 4 de febrero de 1951) es un actor irlandés.

## Primeros años
Patrick Bergin creció en Drimnagh, distrito de Dublín, Irlanda. Aprendió responsabilidad social de su padre, Paddy Bergin, un político del Partido Laborista, quien había estudiado para ser sacerdote con los Padres del Espíritu Santo en Blackrock, Irlanda. Es uno de cinco hijos (Pearse, Emmet, Patrick, Connolly y James Bergin). Bergin dejó Dublín para ir a Londres y trabajar en un grupo de teatro. Trabajó de albañil y bibliotecario. Estudió por la noche y completó un grado en la Politécnica. Trabajó como profesor de inglés antes de formar su compañía teatral.

## Carrera
Se dio a conocer internacionalmente como el marido psicópata de Julia Roberts en Durmiendo con su enemigo, y es también celebrado su papel de líder terrorista irlandés en Juego de Patriota. Bergin no solo ha hecho papeles de villano, también fue el héroe Robin Hood en la película Robin Hood el magnífico, película estrenada en cines simultáneamente a la versión de Kevin Costner , Robin Hood príncipe de los ladrones. En 2013 interpretó al famoso gánster Arthur 'El Padrino' Thompson en The Wee Man. Entre finales de 2017 y marzo de 2018 tuvo un papel recurrente en la serie británica EastEnders, de la BBC.

## Música
Actualmente, dirige el grupo musical Patrick Bergin y los Mercaderes de Espíritu. Tuvo un éxito en Irlanda con la canción "El Knacker", que cuenta la historia de un gañán que usa carroña de caballo para fabricar pegamento. Ha aparecido en el vídeo de DJ Steve Mac  La venganza de Paddy.

## Labor social
En 1993, Bergin compró una iglesia vieja en Tipperary para hacer un centro de poesía. Bergin explicó, "recientemente siento que puedo animar a niños y adolescentes con la escritura". Patrick da dinero para videos amateur pero insiste en que tengan un buen guion. En 1998, en respuesta al asesinato de un niño de Tallaght, Bergin participó en hacer un fondo especial para patrocinar a los jóvenes de Tallaght.

## Vida personal
En 1992 se casó en Trinidad y Tobago con Paula Frazier, una mujer británica de ascendencia afrocaribeña, con quien tuvo una hija, Tatiana. Después del divorcio de la pareja, Bergin inició una relación con Helen Goldin.

## Filmografía
- Taffin (1988) es Mo Taffin
- Act of Betrayal (1988) es Michael McGurk
- Mountains of the Moon (1990) es Richard Francis Burton
- Durmiendo con su enemigo (1991) es Martin Burney
- Robin Hood: El magnífico (1991) es Robin Hood
- Highway to Hell (1991) es Beezle
- Patriot Games (1992) es Kevin O'Donnell
- Frankenstein (1992) es Dr. Victor Frankenstein
- The Hummingbird Tree (1992) es Stephen Holmes
- Map of the Human Heart (1993) es Walter Russell
- They (1993) es Mark Samuels
- The Lawnmower Man 2: Beyond Cyberspace (1996) es Dr. Benjamin Trace
- The Ripper (1997) es Inspector Jim Hansen
- The Island on Bird Street (1997) es Stefan
- The Lost World es George Challenger
- Eye of the Beholder (1999) es Alexander Leonard
- Durango (1999) es Fergus Mullaney
- Treasure Island (1999) es Billy Bones
- Promise Her Anything (1999) es Vernon Fry
- When the Sky Falls es Mackey
- St. Patrick: The Irish Legend (2000) es Patrick
- Amazons and Gladiators (2001) es Crassius
- Devil's Prey (2001) es Minister Seth
- Jewel (2001) es Leston Hilbur
- Beneath Loch Ness (2001) es Blay
- High Explosive (2001) es Jack Randall
- King of Texas (2002) es Mr. Highsmith
- Bloom (2003) es the Citizen
- The Boys from County Clare (2003) es Padjo
- Ella Enchanted (2004) es Sir Peter
- Icon (2005) es Igor Komarov
- Johnny Was (2006) es Flynn
- Played (2006) es Riley
- Secret of the Cave (2006) es Patrick Wallace
- Ghostwood (2007) es Friar Paul
- Eva (2010) es Oswald
- Perfect Day (2011) es Rick's Father
- Gallowwalkers (2012) es Marshall Gaza
- Songs for Amy (2012) es Patrick Flynn
- The Wee Man (2013) es Arthur Thompson
- Age of Kill (2015) es Sir Alistair Montcrief
- The Kindred (2021) es Padre Monroe